# Parque Nacional de Ängsö
O Parque Nacional de Ängsö - em sueco Ängsö nationalpark - é um parque nacional localizado na pequena ilha de Ängsö, no norte do Arquipélago de Estocolmo, na província histórica sueca da Uplândia.
A ilha de Ängsö está coberta de prados com muitas flores coloridas e de florestas naturais. É possível tomar banho, e ver águias marinhas e águias-pesqueiras. O parque tem uma área de 195 ha e foi inaugurado em 1909. O acesso é feito em barco, numa viagem de 2 horas.

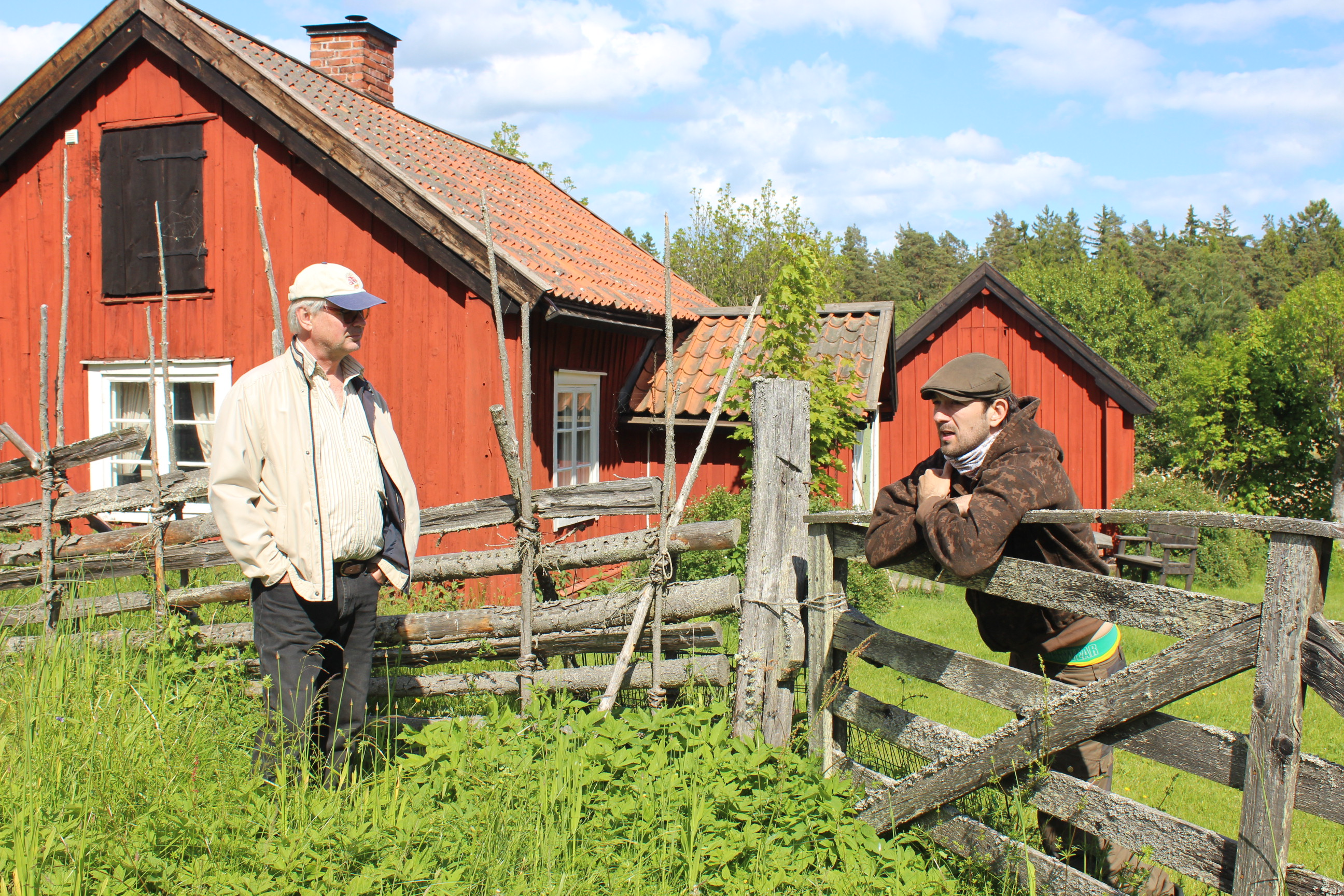
Vigilantes do parque
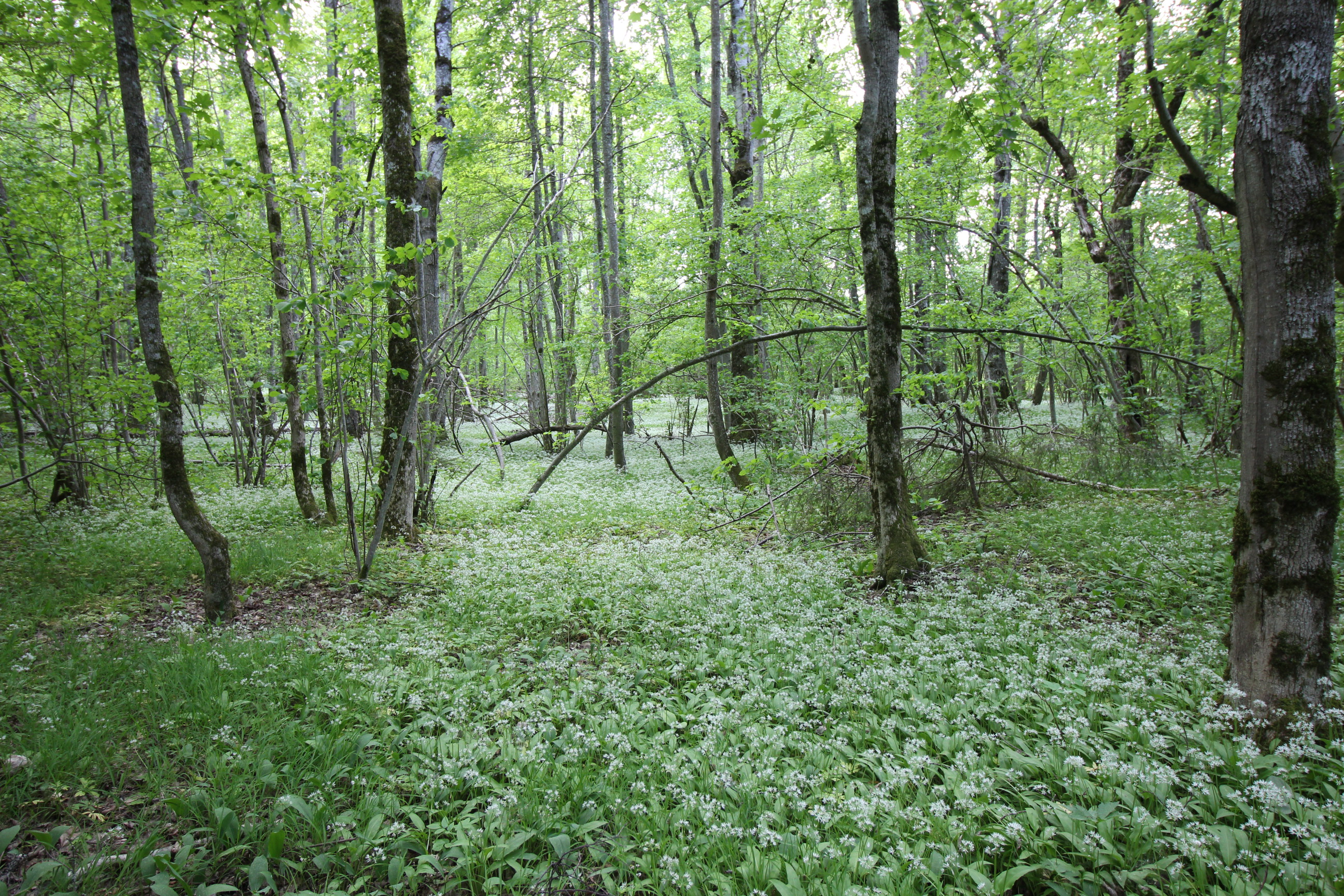
Floresta do parque